# أنجيلو موسي
أنجيلو موسي (بالإنجليزية: Angelo Musi)‏ مواليد 25 يوليو 1918 في فيلادلفيا - الوفاة 19 أكتوبر 2009، كان لاعب كرة سلة أمريكي. بدأ مسيرته الاحترافية في سنة 1943. حمل الرقم 5. بلغ طوله 5 قدم 9 بوصة (1.8 م). لعب مع غولدن ستايت ووريورز في الدوري الأمريكي لكرة السلة للمحترفين. اعتزل اللعب في 1950.

## روابط خارجية
- أنجيلو موسي على موقع إن بي أي (الإنجليزية)
- أنجيلو موسي على موقع سبورتس رفرنس (الإنجليزية)
- أنجيلو موسي على موقع ريلجم (الإنجليزية)
- أنجيلو موسي على موقع بروبوليرز (الإنجليزية)